# Acacia aemula
Acacia aemula är en ärtväxtart som beskrevs av Bruce R. Maslin. Acacia aemula ingår i släktet akacior, och familjen ärtväxter.

## Underarter
Arten delas in i följande underarter:
- A. a. aemula
- A. a. muricata